# Gouvernement Bedoui
Pour les articles homonymes, voir Bedoui.
République algérienne démocratique et populaire
Ouyahia X Djerad I
Le gouvernement Bedoui est le gouvernement de l'Algérie du 1er avril 2019 au 4 janvier 2020, à la suite de la nomination au poste de Premier ministre de Noureddine Bedoui. En vertu de l'article 102 de la Constitution, ce gouvernement est chargé d'expédier les affaires courantes.
À la suite de l'investiture du nouveau président Abdelmadjid Tebboune, Noureddine Bedoui présente sa démission le 19 décembre 2019 et le nouveau président décide le remplacement de Salah Eddine Dahmoune par Kamel Beldjoud au poste de ministre de l'intérieur par intérim,.

## Historique

### Formation
Le gouvernement est formé après la démission d'Ahmed Ouyahia et le retrait d'Abdelaziz Bouteflika à l’élection présidentielle de 2019, dans le cadre de manifestations de masse.
Le 14 mars, la formation du gouvernement est annoncée pour la fin semaine suivante au maximum. Le délai est largement dépassé. Il est finalement formé le 31 mars. Deux jours plus tard, le 2 avril, le président Abdelaziz Bouteflika démissionne. Il est remplacé par Abdelkader Bensalah comme chef de l'État par intérim à partir du 9 avril 2019.
14 ministres ont pris leurs fonctions le 1er avril. Quatre autres ont pris leurs fonctions le lendemain,.
Ce gouvernement est considéré comme illégitime par le peuple qui le rejette régulièrement lors des manifestations, ses ministres se faisant huer et empêcher d'effectuer leurs visites officielles à plusieurs reprises,.

### Évolution
En vertu de l'article 102 de la Constitution, ce gouvernement expédie les affaires courantes. Le 31 juillet, Bensalah remplace le ministre de la Justice Slimane Brahmi par le procureur d'Alger Belkacem Zeghmati. Cette nomination est jugée inconstitutionnelle, en effet l'article 104 de la Constitution interdit au chef de l'État de remanier le gouvernement.
Le 24 août, deux jours après le drame survenu au concert de Soolking et ayant fait cinq morts, Meriem Merdaci présente sa démission.

### Succession
Le 19 décembre, à la suite de l'investiture d'Abdelmadjid Tebboune, Noureddine Bedoui présente sa démission et Sabri Boukadoum est nommé Premier ministre par intérim.
Le 23 décembre, Ahmed Gaïd Salah décède et le président Abdelmadjid Tebboune devient ministre de la Défense nationale comme sous Bouteflika.
Le 28 décembre, Tebboune nomme Abdelaziz Djerad Premier ministre, mettant fin au mandat du gouvernement Bedoui et à l'intérim de Boukadoum à la tête de celui-ci ; le nouveau Premier ministre doit former un gouvernement et le soumettre à Tebboune pour qu'il puisse entrer en fonction,.

## Composition
- Premier ministre : 
  - Noureddine Bedoui (jusqu'au 19 décembre 2019)
  - Sabri Boukadoum (intérim jusqu'au 28 décembre 2019)
- Ministre de la Défense nationale : 
  - Abdelaziz Bouteflika (jusqu'au 2 avril 2019)
  - Abdelmadjid Tebboune (depuis le 19 décembre 2019)
- Vice-ministre de la Défense nationale et chef d'état-major : Ahmed Gaïd Salah (mort le 23 décembre 2019)
- Ministre des Affaires étrangères : Sabri Boukadoum
- Ministre de l'Intérieur, des Collectivités locales et de l'Aménagement du territoire :
  - Salah Eddine Dahmoune (jusqu'au 19 décembre 2019)
  - Kamel Beldjoud (intérim)
- Ministre de la Justice, Garde des Sceaux :
  - Slimane Brahmi (jusqu'au 31 juillet 2019)
  - Belkacem Zeghmati
- Ministre des Finances : Mohamed Loukal
- Ministre de l'Énergie : Mohamed Arkab
- Ministre des Moudjahidine : Tayeb Zitouni
- Ministre des Affaires religieuses et des Wakfs : Youcef Belmehdi
- Ministre de l'Éducation nationale : Abdelhakim Belabed
- Ministre de l’Enseignement supérieur et de la recherche scientifique : Tayeb Bouzid
- Ministre de la Formation et de l’enseignement professionnels : Moussa Dada
- Ministre de la Culture :
  - Meriem Merdaci[18]. (jusqu'au 24 août 2019)
  - Hassene Rabhi (intérim) (à partir du 25 août 2019)
- Ministre de la Poste, des Télécommunications, des Technologies et du Numérique : Houda-Imane Faraoun
- Ministre de la Jeunesse et des Sports : Raouf Salim Bernaoui
- Ministre de la Solidarité nationale, de la Famille et de la Condition féminine : Ghania Eddalia
- Ministre de l'Industrie et des Mines : Djamila Tamazirt
- Ministre de l’Agriculture, du Développement rural et de la Pêche : Cherif Omari
- Ministre de l’Habitat, de l’Urbanisme et de la Ville : Kamel Beldjoud
- Ministre du Commerce : Saïd Djellab
- Ministre de la Communication, porte-parole du gouvernement : Hassene Rabhi
- Ministre des Travaux publics et des Transports : Mustapaha Kouraba
- Ministre des Ressources en eaux : Ali Hamam
- Ministre du Tourisme et de l'Artisanat : Abdelkader Benmessaoud
- Ministre de la Santé, de la Population et de la Réforme hospitalière : Mohamed Miraoui
- Ministre du Travail, de l'Emploi et de la Sécurité sociale : Hassan Tidjani Heddam
- Ministre des Relations avec le Parlement : Fethi Khouil
- Ministre de l'Environnement et des Énergies renouvelables : Fatma Zohra Zerouati

## Trombinoscope

### Premier ministre
| Image | Fonction                                                    | Nom             | Parti |
| ----- | ----------------------------------------------------------- | --------------- | ----- |
|       | Premier ministre (intérim) Ministre des Affaires étrangères | Sabri Boukadoum | Ind.  |

### Ministres
| Image | Fonction | Nom                    | Parti |
| ----- | --- | ---------------------- | ----- |
|       | Ministre de la Défense nationale | Abdelmadjid Tebboune   | FLN   |
|       | Ministre de la Justice, Garde des Sceaux | Belkacem Zeghmati      |       |
|       | Ministre des Finances | Mohamed Loukal         |       |
|       | Ministre de l'Industrie et des Mines | Djamila Tamazirt       |       |
|       | Ministre de l'Énergie | Mohamed Arkab          |       |
|       | Ministre des Moudjahidine | Tayeb Zitouni          | RND   |
|       | Ministre des Affaires religieuses et des Wakfs | Youcef Belmehdi        |       |
|       | Ministre du Commerce | Saïd Djellab           |       |
|       | Ministre du Tourisme et de l'Artisanat | Abdelkader Benmessaoud |       |
|       | Ministre de l’Agriculture, du Développement rural et de la Pêche                                                                                    | Cherif Omari           |       |
|       | Ministre des Ressources en eaux | Ali Hamam              |       |
|       | Ministre de l’Environnement et des Énergies renouvelables                                                                                           | Fatma Zohra Zerouati   | TAJ   |
|       | Ministre de l’Habitat, de l’Urbanisme et de la Ville Ministre de l’Intérieur, des Collectivités locales et de l'Aménagement du territoire (intérim) | Kamel Beldjoud         |       |
|       | Ministre des Travaux publics et des Transports | Mustapaha Kouraba      |       |
|       | Ministre de l'Éducation nationale | Abdelhakim Belabed     |       |
|       | Ministre de l'Enseignement supérieur et de la Recherche scientifique                                                                                | Tayeb Bouzid           |       |
|       | Ministre de la Formation et de l’Enseignement professionnels                                                                                        | Moussa Dada            |       |
|       | Ministre du Travail, de l’Emploi et de la Sécurité sociale                                                                                          | Hassan Tidjani         |       |
|       | Ministre de la Solidarité nationale, de la Famille et de la Condition de la femme                                                                   | Ghania Eddalia         | FLN   |
|       | Ministre des Relations avec le Parlement | Fethi Khouil           |       |
|       | Ministre de la Santé, de la Population et de la Réforme hospitalière                                                                                | Mohamed Miraoui        |       |
|       | Ministre de la Jeunesse et des Sports | Raouf Bernaoui         |       |
|       | Ministre de la Communication, porte-parole du gouvernement Ministre de la Culture (intérim)                                                         | Hassene Rabhi          |       |
|       | Ministre de la Poste et des Technologies de l’information et de la communication                                                                    | Houda-Imane Faraoun    | FLN   |